# بيلاش فاركاس (لاعب كرة قدم مواليد 1979)
بيلاش فاركاس (بالمجرية: Farkas Balázs)‏ هو لاعب كرة قدم مجري في مركز الوسط، ولد في 15 أكتوبر 1979 في جيور في المجر. شارك مع منتخب المجر تحت 17 سنة لكرة القدم ومنتخب المجر لكرة القدم. أما مع النوادي، فقد لعب مع غيور تورنا أوزتالي ونادي أويبست ونادي فاساس ونادي كيكسكيميت ونادي مول فيهيرفار.

## وصلات خارجية
- بيلاش فاركاس على موقع قاعدة بيانات كرة القدم.إي يو (الإنجليزية)
- بيلاش فاركاس على موقع ناشيونال فوتبول تيمز (الإنجليزية)